# Martin Tungevaag
Martin Tungevaag (* 9. července 1993), známý profesionálně jako Tungevaag, je norský umělec a hudební producent, který v Evropě dosáhl úspěchu s elektronickými písněmi „ Samsara 2015 “ a „ Wicked Wonderland “ a „ Play “ společně s K-391, Alanem Walkerem a Mangoo. Dvakrát byl nominován na norské a švédské ceny Grammy (Spellemannprisen a Grammis ). Tungevaag byl také součástí Tungevaag & Raaban, dua producentů taneční hudby se švédským Robbinem Söderlundem, známým pod uměleckým jménem Raaban.

## Kariéra
Ve věku 15 let začal Tungevaag ve své ložnici v roce 2008 zkoumat různé pracovní stanice digitálního zvuku (DAW). O několik let později, 12. června 2014, podepsal smlouvu a zahájil svou hudební kariéru v německém Kontor Records. Svůj první velký hit zaznamenal v roce 2014 skladbou „ Wicked Wonderland “. Stal se letním hitem a vedl k vystoupením v klubech a na hlavních pódiích festivalů po celé Evropě. Později téhož roku dosáhla „ Samsara 2015 “ čísla 1 ve Finsku, čísla 2 v Norsku a čísla 4 ve Švédsku. Rovněž prodával platinu ve všech třech zemích. Po těchto verzích se stal nominován na Grammy v Norsku a Švédsku za hit roku a nejlepší EDM píseň. Dále získal multi-platinové ocenění a dostal se na 1. místo ve všech severských zemích, 1. Rakousko, 3. Německo a 10. místo ve Švýcarsku, Itálii, Chile, Číně, Koreji a Japonsku. V roce 2018 Tungevaag uvedlo „All For Love“ ve společnosti Warner Music a v roce 2019 „Million Lights“ ve Spinnin. Později v roce 2019 pracoval s Alanem Walkerem, K-391 a Mangoo na remaku Mangoo „Eurodancer“ známého jako „Play“. Singl vyšel všude 30. srpna 2019, první den v Spotify byl streamován více než 760 tisíckrát a dostal se na první příčky v Norsku, Švédsku, Finsku, Indonésii, Vietnamu, Tchaj-wanu a Singapuru.

## Diskografie

### Singly
2014 – Wicked Wonderland, Vidorra
2015 – Samsara, Springfield
2019 – Play, Knockout
2020 – Peru, Stay, Make You Happy, Afterparty,
2021 – Woke Up In India, Young Summer
Jako Tungevaag & Raaban:
- 2015: „Samsara“
- 2015: „Parade“
- 2015: „Russian Roulette“
- 2016: „Wolf“
- 2016: „Magic“
- 2016: „Beast“ (feat. Isac Elliot)
- 2017: „Wake Up Alone“
- 2017: „Cold Blood“
- 2017: „Coming Up“
- 2018: „All For Love“
- 2018: „Bad Boy“
- 2018: „Hey Baby“
- 2019: „Million Lights“
- 2019: „Try Again“
- 2019: „Take Me Away“

### Remixy
- 2020: Rat City and Kiesza - „Naked (With My Headphones On)“ (Tungevaag Remix) [1]

| Rok  | Organizace       | Cena     | Práce               | Výsledek   |
| ---- | ---------------- | -------- | ------------------- | ---------- |
| 2015 | Spellemannprisen | Hit roku | Tungevaag - Samsara | Nominováno |

| Rok  | Organizace              | Cena                  | Práce              | Výsledek   |
| ---- | ----------------------- | --------------------- | ------------------ | ---------- |
| 2018 | MTV Europe Music Awards | Nejlepší norský výkon | Tungevaag & Raaban | Nominováno |